# Брекон
Бре́кон (валл. Aberhonddu, англ. Brecon) — уельське містечко на півдні області Повіс з населенням 7901 (2001) чоловік. Також цю назву носить адміністративна одиниця, де знаходиться населений пункт. Було столицею історичного графства Брекнокшир. Хоча роль адміністративного центру була втрачена після утворення області Повіс, містечко надалі залишається важливим місцевим центром та є третім за величиною містом в області.